# 大沢村 (埼玉県)
大沢村（おおさわむら）は埼玉県の北西部、児玉郡に属していた村。当初は那珂郡所属であった。現在の美里町の南部に当たる。

## 地理
- 河川：猪俣川

## 歴史
- 1889年（明治22年）4月1日 町村制施行により、白石郷、猪俣村、円良田村が合併し那珂郡大沢村が成立する[1]。村名は村域が中世より称されていた郷名の大沢郷に当たることに因む[1]。
- 1896年（明治29年）3月29日 那珂郡が賀美郡とともに児玉郡へ編入される。
- 1954年（昭和29年）10月1日 東児玉村、松久村と合併し美里村を新設する[2][3]。各大字は美里村へ継承された。